# Descarrilamento de Pojuca
O Descarrilamento de Pojuca foi um acidente ferroviário ocorrido em 31 de agosto de 1983 em Pojuca, estado da Bahia, no Brasil. Nessa data, um trem de carga da Rede Ferroviária Federal (RFFSA) transportando combustíveis descarrilou nas proximidades de Pojuca, Bahia. A lentidão das autoridades em conter o vazamento e a ação de saqueadores provocaram a explosão de três vagões, matando cerca de 100 de pessoas.

## O Trem
O trem era composto de uma locomotiva diesel e 22 vagões tanque do tipo TCD (de 80 toneladas) e transportava gasolina (5 vagões) e diesel (17 vagões) para a Petrobras. O trem partiu da Refinaria Landulpho Alves, São Francisco do Conde (BA), e tinha como destino o Terminal Riachuelo, ao lado da Fábrica de Fertilizantes Nitrogenados, em Laranjeiras (SE).

## Acidente
Por volta das 7h da manhã de 31 de agosto de 1983, o trem de carga transportando 22 vagões de gasolina e óleo diesel de São Francisco do Conde (BA) para Laranjeiras (SE) descarrila nas proximidades de Pojuca (BA). Três vagões do tipo TCD vazam cerca de 126 mil litros de gasolina em torno do perímetro urbano da cidade.
O trecho onde ocorreu o descarrilamento era situado em patamar mais alto que o perímetro urbano de Pojuca, de forma que o combustível escorria pelo pequeno talude da ferrovia até as residências mais próximas da linha férrea. Inicialmente assustados com o desastre, dezenas de moradores começaram a saquear a carga, transportando o combustível que vazava dos vagões em bacias, latas e outros meios para ser revendido na cidade. Funcionários da RFFSA e da Petrobras chegaram apenas algumas horas após o descarrilamento e tomaram as seguintes providências:
- Desengataram os vagões restantes e a locomotiva (após breve inspeção que não constatou danos no restante da composição), que seguiram viagem para seu destino original;
- Foram solicitados caminhões tanque da refinaria da Petrobras mais próxima;
- Foi notificada a Polícia Militar da Bahia, que providenciou um pequeno pelotão de reforço para o destacamento de Pojuca a fim de conter o saque;
Essas ações, porém, não foram suficientes para conter o saque do combustível. O lento trabalho de transferência do combustível dos vagões para caminhões tanque prosseguiu por toda a tarde e início da noite. Por volta das 20h, uma fagulha desencadeou a explosão dos três vagões. O fogo se alastrou pelo solo encharcado de gasolina ao redor do local do acidente e em pouco tempo atingiu as casas ao redor da linha, atingidas pelo vazamento. Em pouco tempo, dezenas de pessoas morrem carbonizadas pela explosão enquanto outras encontravam-se vivas, mas severamente queimadas. Até o fim da noite de 31 de agosto, 42 pessoas haviam morrido enquanto que 69 encontravam-se em estado grave, com queimaduras em 80 a 100% do corpo. O resgate das vítimas foi feito de forma improvisada. A cidade de Pojuca não dispunha de centro médico para atender tantos feridos e, assim, as autoridades locais requisitaram todos os veículos disponíveis (incluindo ônibus, caminhões, carros particulares, viaturas de polícia,etc) para transportar os feridos até Salvador (cerca de 70 km de distância).
O grande número de feridos levado para o Hospital Getúlio Vargas causou um tumulto no atendimento. Posteriormente, foi organizado um esquema de atendimento emergencial envolvendo 11 hospitais de Salvador. Ao mesmo tempo, os primeiro corpos carbonizados e irreconhecíveis das vítimas chegavam ao Instituto Médico Legal Nina Rodrigues. Nos dias que se seguiram ao desastre, mais pessoas morreram em hospitais elevando a cifra de mortos para cerca de 100 pessoas.

## Consequências
Após o acidente, as autoridades iniciaram um troca de acusações envolvendo Petrobras, RFFSA, Prefeitura de Pojuca (cujo prefeito fora flagrado saqueando o resto da carga nos dias posteriores ao acidente),  Governo da Bahia e Ministério dos transportes. Por fim, a RFFSA acabou assumindo a responsabilidade do acidente, por conta do mal estado da via. A empresa ficou responsável pelo pagamento de indenizações e tratamento médico. Porém esse auxílio se resumiu aos feridos mais graves, desencadeando insatisfação na população atingida. Posteriormente, a Prefeitura de Pojuca instituiu o feriado de 31 de agosto em seu calendário, como forma de relembrar as vítimas do desastre.
O acidente de Pojuca forçou a RFFSA e a Petrobras a reverem seus procedimentos de transporte e forçou a implantação de um vagão caboose nos trens de transporte combustíveis, fertilizantes e outros materiais inflamáveis. Apesar das promessas de investimentos na recuperação da ferrovia, pouca coisa foi feita, de forma que o trecho de Pojuca estava em péssimas condições de funcionamento alguns anos depois.